# Villa Roccaromana
De Villa Roccaromana (begin 19e eeuw) bevindt zich in de Italiaanse stad Napels, in de wijk Posillipo. Een opvallend deel is de Oosterse pagode bovenop een grot.

## Historiek
Hertog Nicola Caracciolo di Roccaromana kocht een terrein aan in Napels. Hij bouwde er een villa die zijn naam droeg (1814). Villa Roccaromana was niet zijn woonhuis. Het was een ontvangstruimte. Om op de gasten indruk te maken stelde Roccaromana in de villa opgezette dieren tentoon, afgewisseld met zeldzaam te vinden bloemen en planten.
Hij bouwde ook een Oosterse pagode. Deze staat op een grot, waar er onderaan een toegang is met de zee. Naast de grot is er een klein, natuurlijk aangelegd, zwembad gelegen. De grot was al in gebruik tijdens de Romeinse Tijd. De pagode was een lusthof. Overdag als het te warm was, gaf Roccaromana feesten in de grot; ’s nachts konden de gasten zich begeven op de drie niveaus van de pagode. Een wenteltrap gedraaid rond een boom bracht de bezoeker van de grot naar boven.
De Villa Roccaromana bleef steeds privaat bezit. In de loop van de 20e eeuw werd de villa opgesplitst in luxeappartementen; ook de pagode kreeg een aparte eigenaar.